# Бранги, Ален
Але́н Бранги́ (фр. Alain Brangi) — французский кёрлингист.
В составе мужской команды Франции участник чемпионата мира 1988 (заняли седьмое место) и чемпионата Европы 1987 (заняли двенадцатое место).
Играл в основном на позициях первого и второго.

## Команды
| Сезон   | Четвёртый    | Третий        | Второй        | Первый        | Турниры            |
| ------- | ------------ | ------------- | ------------- | ------------- | ------------------ |
| 1987—88 | Кристоф Боан | Жерар Равелло | Ален Бранги   | Тьерри Мерсье | ЧЕ 1987 (12 место) |
| 1987—88 | Кристоф Боан | Тьерри Мерсье | Жерар Равелло | Ален Бранги   | ЧМ 1988 (7 место)  |

(скипы выделены полужирным шрифтом)